# Gelbkehl-Honigfresser

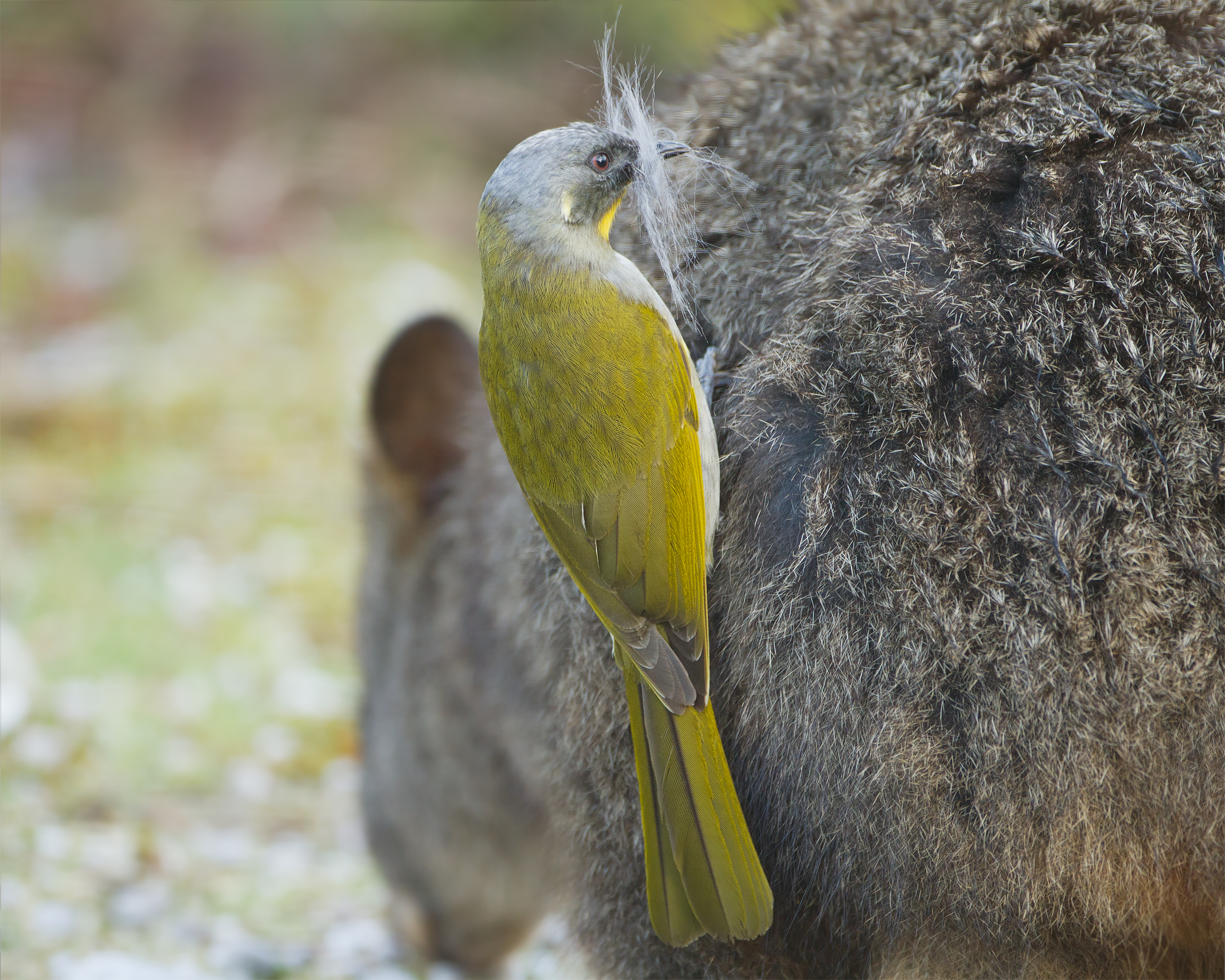
Gelbkehl-Honigfresser zupft Fellhaare bei einem Rotbauchfilander für den Nestbau

Der Gelbkehl-Honigfresser (Nesoptilotis flaviollis, Syn.: Lichenostomus flavicollis) ist ein endemisch auf Tasmanien vorkommender Singvogel aus der Familie der Honigfresser.

## Merkmale
Gelbkehl-Honigfresser erreichen eine Länge von 18 bis 23 Zentimetern und ein Gewicht von 18 bis 40 Gramm. Die Geschlechter unterscheiden sich farblich nicht. Die Oberseite einschließlich der Flügel und Schwanzfedern ist olivgrün gefärbt. Der Kopf ist dunkelgrau, die Kehle gelb. Die Unterseite ist hellgrau, Schnabel, Beine und Füße sind dunkelgrau, die Iris ist dunkelrot.

## Verbreitung, Unterarten und Lebensraum
Der Gelbkehl-Honigfresser kommt auf Tasmanien und den umliegenden Inseln verbreitet vor. Bevorzugter Lebensraum sind gebüschreiche Wälder mit Eukalyptusbäumen. Er kommt ebenfalls auf Golfplätzen, Obstplantagen sowie Gärten und Parkanlagen vor. Die Höhenverbreitung reicht vom Meeresspiegel bis auf 1550 Meter. Unterarten werden nicht geführt.

## Lebensweise
Gelbkehl-Honigfresser leben einzeln oder paarweise und sind standorttreu. Anderen Arten gegenüber verhalten sie sich aggressiv und versuchen Panthervögel, Gelbbauch-Dickkopf und Graubrust-Dickkopf aus ihrem Revier zu vertreiben. Die Vögel ernähren sich hauptsächlich von Gliederfüßern sowie von etwas Blütennektar und gelegentlich von Früchten oder Samen. Die Nahrung wird zwischen Erdboden und Baumkronen gesucht und oftmals aus der Baumrinde herausgelesen.
Die Art brütet schwerpunktmäßig in den Monaten August bis Januar. Das tassenförmige Nest wird aus trockenem Gras und Rindenstreifen, die mit Spinnenfäden verwebt werden, angelegt. Es wird mit weicher Vegetation, Federn, Haaren und Fell ausgekleidet. Die Vögel zupfen zuweilen das dazu benötigte Material direkt aus dem Fell von einheimischen Wildtieren, beispielsweise Kängurus sowie von Haus- und Weidetieren. Selbst Menschenhaar wird gelegentlich verwendet. Das Nest wird an einem Strauch in Höhen zwischen einem und zehn Metern über dem Erdboden angelegt. Ein Gelege besteht typischerweise aus zwei oder drei rosa gefärbten Eiern. Das Weibchen brütet alleine für ca. 16 Tage und füttert auch die Küken nach dem Schlüpfen für weitere 16 Tage. Sobald die Jungvögel selbst Nahrung aufnehmen, werden sie vom Männchen aus dem Revier vertrieben. Die Art wird zuweilen von Fächerschwanzkuckuck oder  Blasskuckuck parasitiert.

## Gefährdung
Da die Bestände des Gelbkehl-Honigfressers auf Tasmanien stabil sind, wird die Art von der Weltnaturschutzorganisation IUCN als „least concern = nicht gefährdet“ geführt. Er galt früher sogar als Schädling in Obstgärten.